# Athletic Club Ajaccien
Athletic Club Ajaccien (conocido como Athletic Ajaccio) es un club de fútbol francés, de la ciudad de Ajaccio en la isla de Córcega. Fue fundado en 1910 y a partir de la temporada 2025-26 deberá jugar en la Régional 1, sexta división del fútbol francés, tras sufrir un descenso administrativo de Ligue 2 y una posterior expulsión de las categorías nacionales francesas en agosto de 2025. El club mantiene una tradicional rivalidad con el SC Bastia, también de la isla, con el que disputa el "Derbi de Córcega".

## Historia
El AC Ajaccio fue fundado en 1919 pero el equipo se profesionalizó en 1965. El club se consagró campeón de Córcega en 1920, 1921, 1934, 1939, 1948, 1950, 1955 y 1964 y en la temporada 1967-68 debutó en la Ligue 1. Además, el AC Ajaccio es considerado junto al Gazélec Ajaccio y el SC Bastia como uno de los clubes grandes de la isla de Córcega.
Desde la temporada 2006-07 hasta la 2010-11 jugó en Ligue 2. Entre las temporadas 2011-12 y 2013-14 jugó en la Ligue 1. Regresó a la Ligue 2 en la temporada 2014-15, manteniéndose allí hasta el año futbolístico 2021-22. En la temporada 2022-23 el equipo regresó a la Ligue 1 permaneciendo únicamente esa temporada. En los años 2023-24 y 2024-25 jugó en la Ligue 2 padeciendo una fuerte crisis económica.
Derivado de los problemas financieros del equipo el 5 de julio de 2025 las autoridades del fútbol francés decretaron el descenso administrativo del club al Championnat National, tercera categoría del fútbol francés, división en la que el equipo no participaba desde la temporada 1997-98. Sin embargo, un mes más tarde el equipo fue sometido a una nueva degradación cuando la Dirección Nacional de Control y Gestión decretó la expulsión del Ajaccio de todas las competiciones nacionales francesas, lo que implica que el club podrá continuar su actividad deportiva en la Régional 1, división equivalente a la sexta categoría del sistema de ligas de fútbol en Francia.

## Uniforme
- Uniforme titular: Camiseta blanca con franjas verticales rojas en el centro y mangas blancas, pantalón rojo, medias blancas.
- Uniforme alternativo: Camiseta, pantalón y medias celestes.

## Estadio
El Stade François-Coty, fundado el 1 de diciembre de 1969 y tiene capacidad para 13.500 personas.
El estadio tuvo otros dos nombres: Parque de los Deportes del AC Ajaccien y Stade Timizzilo. Se cambió el nombre por el actual en honor a un alcalde de la ciudad.
El club tuvo otro estadio antes del actual, el Jean Louis.

## Rivalidades
Sus máximos rivales son los otros clubes de Córcega: SC Bastia, CA Bastia, GFCO Ajaccio y ÉF Bastia.

## Datos del club
- Temporadas en la Ligue 1: 19.
- Temporadas en la Ligue 2: --
- Mayor goleada conseguida: AC Ajaccio 8 - 2 Aix (1968)
- Mejor puesto en la liga: 6º (temporada 70-71)
- Peor puesto en la liga: 20º (temporada 72-73)
- Máximo goleador: Sansonetti (58 goles en Ligue 1)
- Más partidos disputados: Le Lamer (141 partidos en Ligue 1)

## Palmarés

### Torneos nacionales
- Ligue 2 (2): 1966-67, 2001-02
- Championnat National (1): 1997-98
- Ligue de Corse (9): 1920, 1921, 1934, 1939, 1948, 1950, 1955, 1964, 1994